# Liste der Monuments historiques in Choloy-Ménillot
Die Liste der Monuments historiques in Choloy-Ménillot führt die Monuments historiques in der französischen Gemeinde Choloy-Ménillot auf.

## Liste der Immobilien
| Bezeichnung       | Beschreibung                                                         | Standort                      | Kennzeichnung | Schutzstatus | Datum | Bild           |
| ----------------- | -------------------------------------------------------------------- | ----------------------------- | ------------- | ------------ | ----- | -------------- |
| Château de Choloy | Schloss, erste Hälfte des 19. Jahrhunderts; einschließlich des Parks | Choloy, 55 rue de Toul (Lage) | PA00106009    | Inscrit      | 1988  | weitere Bilder |

## Liste der Objekte
| Bezeichnung                   | Beschreibung                                                           | Standort                                                        | Kennzeichnung | Schutzstatus | Datum | Bild |
| ----------------------------- | ---------------------------------------------------------------------- | --------------------------------------------------------------- | ------------- | ------------ | ----- | ---- |
| Skulptur Heilige Barbara      | Stein, um 1500; 1989 gestohlen                                         | Ménillot, außen an der Kirche Notre-Dame-de-l’Assomption (Lage) | PM54000142    | Classé       | 1980  |      |
| Kirchenfenster Leben Christi  | 13. Jahrhundert                                                        | Ménillot, in der Kirche Notre-Dame-de-l’Assomption (Lage)       | PM54000140    | Classé       | 1947  |      |
| Skulptur Madonna mit Kind (1) | Stein, 15. Jahrhundert                                                 | Ménillot, in der Kirche Notre-Dame-de-l’Assomption (Lage)       | PM54000139    | Classé       | 1926  |      |
| Skulptur Madonna mit Kind (2) | Holz, farbig gefasst und vergoldet, zweite Hälfte des 18. Jahrhunderts | Ménillot, in der Kirche Notre-Dame-de-l’Assomption (Lage)       | PM54000141    | Classé       | 1981  |      |